# Relicve (Star Trek: Generația următoare)
Pentru alte sensuri, vedeți Relicve.
„Relicve” (titlu original: „Relics”) este al 4-lea episod din al șaselea sezon al serialului TV american științifico-fantastic Star Trek: Generația următoare și al 130-lea episod în total. A avut premiera la 12 octombrie 1992.
Episodul a fost regizat de Alexander Singer după un scenariu de Ronald D. Moore.

## Prezentare
USS Enterprise cercetează o navă care se prăbușise pe suprafața unei sfere Dyson cu 75 de ani în urmă. Un tipar nedegradat este găsit în tamponul teleportorului, ce se dovedește a fi cel al d-lui Montgomery Scott. Simțindu-se nelalocul lui și demodat, Scotty este de acord să se întoarcă pe nava lui împreună cu Geordi, pentru a-l ajuta pe acesta să recupereze jurnalul de bord. Cei doi devin unica speranță a navei USS Enterprise atunci când aceasta este atrasă din întâmplare în interiorul sferei.

## Actori ocazionali
- James Doohan - Montgomery Scott
- Lanei Chapman - Sariel Rager
- Erick Weiss - Kane
- Stacie Foster - Bartel
- Ernie Mirich - Waiter
- Majel Barrett - Computer Voice